# عباس البدري
عباس سالم البدري (18 يوليو 1945 - 21 أكتوبر 2023)، مطرب وملحن من فئة البدون في الكويت.

## بداية ظهور الموهبة
```
كان هناك برنامج للهواة يقدمه المايسترو عبد الرؤوف إسماعيل فاشترك بالبرنامج مع الفنان القدير 
حسين جاسم
 وقدم أغنية «ياهلي» للفنان 
عبد الحليم حافظ
، وباليوم الثاني أجازته الإذاعة، وبعدها أستلمه الملحن إبراهيم الصولة وأول غنية لحنها له كانت سامرية، ولم تنجح، وكان لديه إيمان كبير بموهبته وبانه سينجح يوما ما، ولم يرفض أي لحن يقدم له في حينها.
[
1
]
```

## مشواره الفني
بدأ الفنان عباس البدري رحلة العطاء التي امتدت لأكثر من نصف قرن قدم خلالها أكثر من 200 أغنية، ومن أشهر أغانيه التي لاقت نجاحا منقطع النظير على مستوى المنطقة الخليجي (خليجية) والتي كتبها الشاعر الغنائي عبد اللطيف البناي ولحنها الشهيد عبد الله الراشد...

## وفاته
أصيب آخر أيام حياته بمرض السرطان وتم له إجراء أكثر من عملية لازالة الورم السرطاني الا إنه عاني بالفترة الاخيرة من العلاج الكيماوي ، و توفي عباس سالم البدري في يوم السبت 6 ربيع الآخر 1445 هـ الموافق 21 أكتوبر 2023 في مستشفى الطب التلطيفي في منطقة الصباح الطبية عن عمر ناهز ال78 عام.

## أشهر اغانيه
- غالي غالي
- خليجية
- ياليل طول
- تسأليني
- يا عشير فقدته
- جاي تعيد
- طق يا مطر طق
- علمنا الهوى نهواه
- شللى جرى يا حبيبى
- منها لله
- روحى مودعه
- يا نايمين الليل وحدى انا صاحى
- طبع الهوى
- نقول بصوت واحد
- أهلاً بشهر الإحسان
- البارحه ابديت انا المكنون
- يا عين شوفى كامل الزين
- توك حسيت بالندم
- أذكرونى بخير
- مو علينا
- لقينا الشوق
- إشاعه
- وين اولى وين اروح
- اشفيج يا دنيا
- جا وين أهلنه
- الا حيوا لبنى
- نبع الحنان
- في غرامك عمرى ماشفت الالم
- علمنا الهوى نهواه[3]